# Xylinabaria
Xylinabaria é um género botânico pertencente à família Apocynaceae.